# Açude Linhares
O açude Linhares está localizado no leito do rio Acaraú, na região noroeste do Ceará.